# 서울남대문경찰서
서울남대문경찰서(서울南大門警察署, Seoul Namdaemun Police Station)는 서울특별시경찰청이 담당하는 경찰서 중 하나이다. 서울중부경찰서와 함께 서울특별시 중구를 담당하며, 서울역 건너편에 마주보고 있다. 서울특별시 중구 한강대로 410 (남대문로5가)에 위치하고 있다. 서장은 총경으로 보한다.

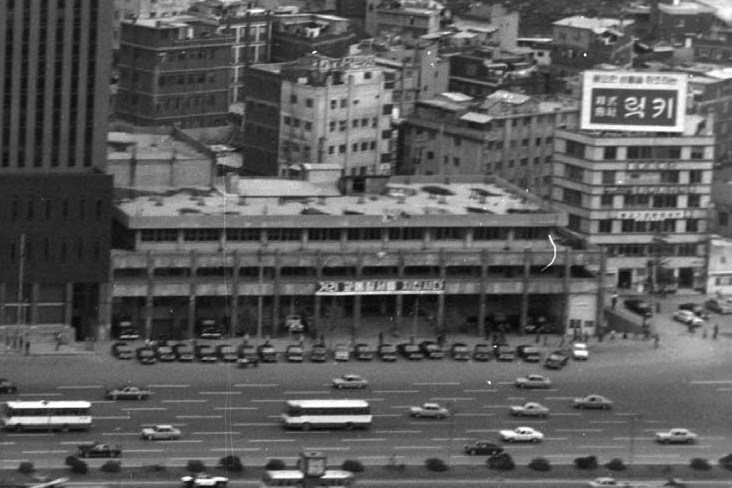
서울남대문경찰서(1976년)

## 사건
2008년 대한민국 촛불 시위가 있던 서울광장 부근에서 남대문경찰서장의 명령을 받은 경비과장 김원준은 당시 2명 이상이 집합하는 것을 규제하여 시대 상황과 맞지 않아 사실상 사문화된 법 규정이었던 야간 옥외 집회금지를 이유로 해산을 명령하자 시위대로부터 "노래해 노래해"라는 야유를 받았으며 이때 경찰의 폭력적인 강제 해산 이후 해당 법 규정은 헌법재판소에서 헌법 불합치 결정을 했다.
2021년 1월 9, 10일 서울역 2층 역사 대합실에서 코레일네트웍스 전국철도노동조합 비정규직지회가 정규직 전환을 요구하며 불법 점거 농성을 하자 남대문경찰서장의 명령을 받은 경비과장이 집회, 시위 정의에 해당하지 않아 집회 및 시위에 관한 법률을 적용할 수 없음에도 "미신고 집회를 하고 있다"면서 "즉시 해산을 명령한다"고 하였다. 형법 건조물 침입죄보다 법정형이 가벼워 일정한 주거가 없을 때만 현행범 체포를 할 수 있어 그 날은 강제해산이 이루어지지 않은 채 동원된 경찰병력은 대합실에서 불법 시위를 구경하다가 노조가 밖으로 나올 때 함께 해산했다.

## 연혁
- 1959년 11월 25일: 서울남대문경찰서 개서.
- 1970년 5월 11일: 현 청사 준공.[4]

## 조직
| - 112종합상황실 - 청문감사관 - 경무과 - 생활안전과 | - 여성청소년과 - 수사과 - 형사과 - 교통과 | - 경비과 - 정보과 - 보안과 |

## 관할 지구대
서울남대문경찰서는 7개 파출소를 산하에 두고 있다.
| 명칭         | 사진 | 주소                         | 관할구역 |
| ------------ | ---- | ---------------------------- | --- |
| 태평로파출소 |      | 다동길 11 (다동)             | 남대문로1가, 다동, 무교동, 을지로1가, 을지로2가 일부, 삼각동, 수하동, 장교동 일부, 태평로1가 일부, 시청역(1호선), 남대문로2가 일부, 남대문로3가 일부, 남대문로4가 일부, 북창동, 태평로2가 일부 |
| 서울역파출소 |      | 통일로 13 (봉래동2가)        | 남대문로5가, 봉래동1가, 봉래동2가, 순화동 일부, 의주로2가 일부, 지하서울역(1호선) |
| 명동파출소   |      | 명동길 30 (명동2가)          | 남대문로2가남산동1가, 남산동2가, 남산동3가, 명동1가, 명동2가, 예장동 일부, 을지로2가 일부, 저동1가 일부, 충무로1가 일부, 충무로2가 일부, 회현동1가 일부, 회현동2가 일부, 회현동3가             |
| 남대문파출소 |      | 남대문시장4길 28-16 (남창동) | 남대문로3가 일부, 남대문로4가 일부, 남창동 일부, 충무로1가 일부, 회현동1가 일부, 세종대로 40(숭례문광장), 회현역                                                                               |
| 중림파출소   |      | 중림로 36 (중림동)           | 만리동1가, 만리동2가, 의주로2가 일부, 중림동 |
| 회현파출소   |      | 퇴계로6길 3-15 (회현동1가)   | 남대문로5가 소월로 91, 남창동 일부, 회현동1가 일부, 회현동2가 일부 |
| 서소문파출소 |      | 서소문로 131-1 (서소문동)    | 남대문로4가 세종대로 39, 봉래동1가 칠패로 37, 서소문동, 순화동 일부, 의주로1가, 정동, 충정로1가, 태평로1가 일부, 태평로2가 일부                                                                |

## 사진

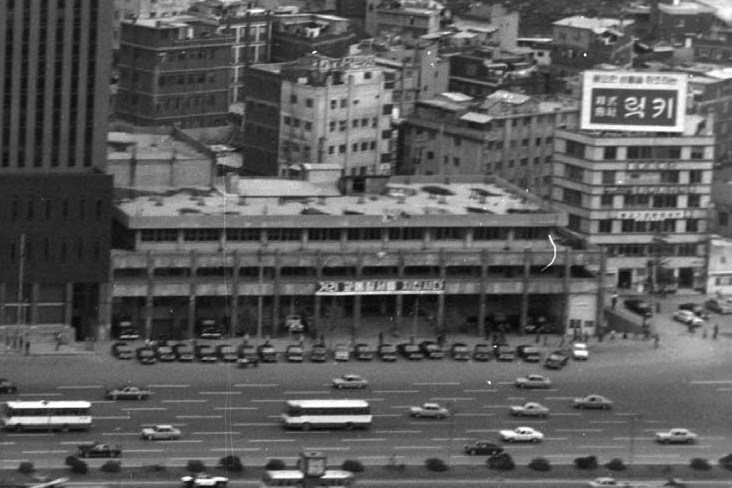
1976년 11월 10일의 남대문경찰서
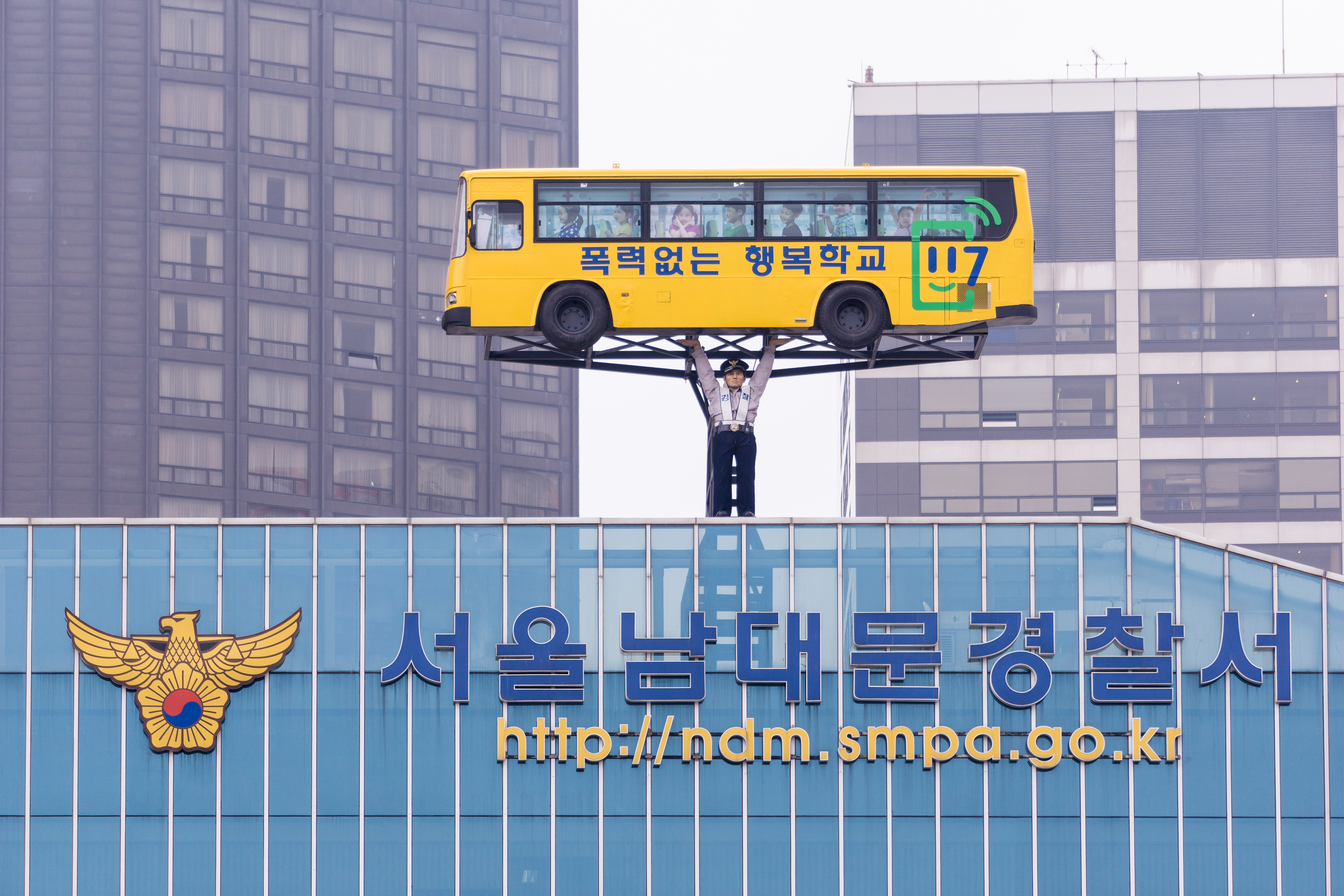
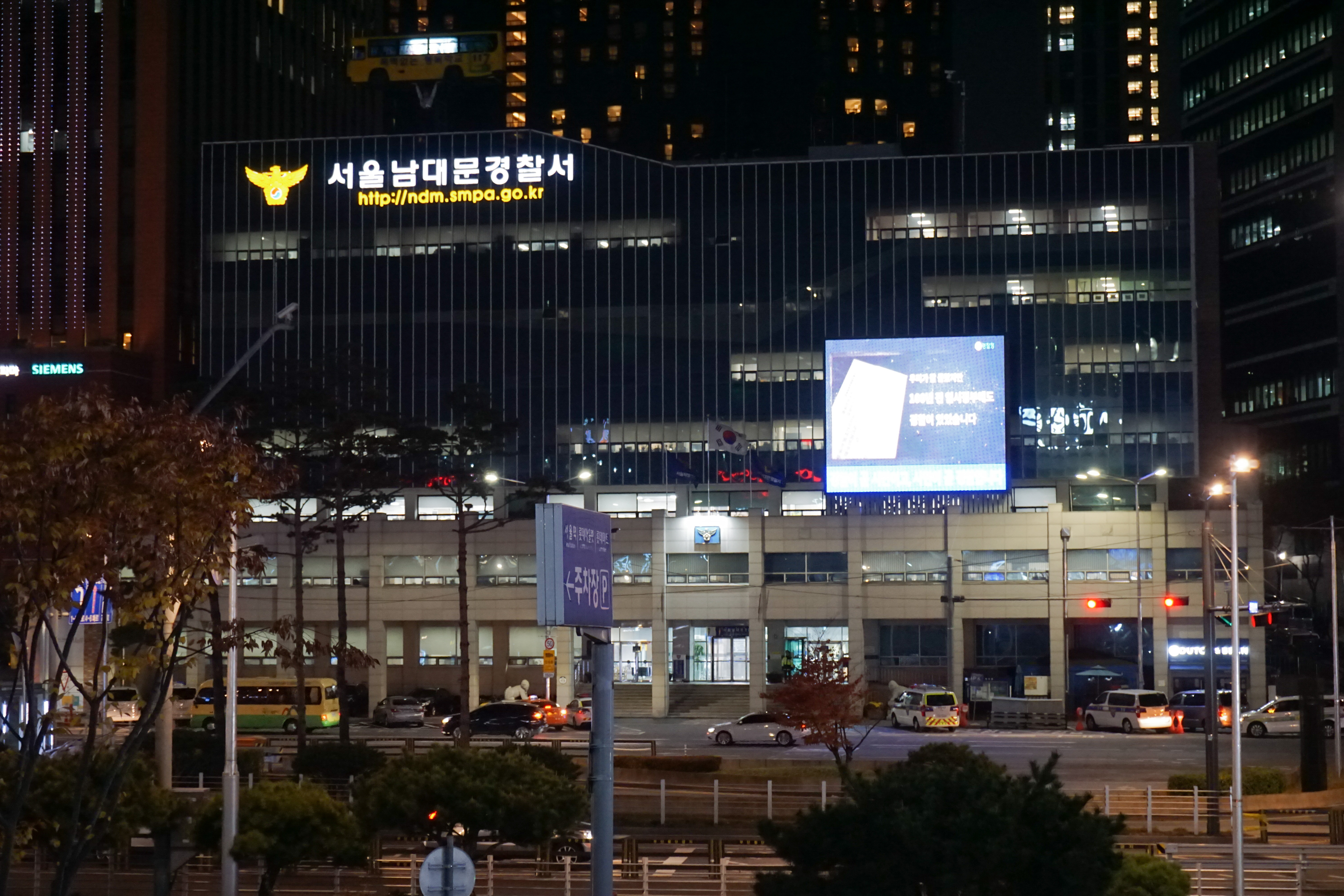
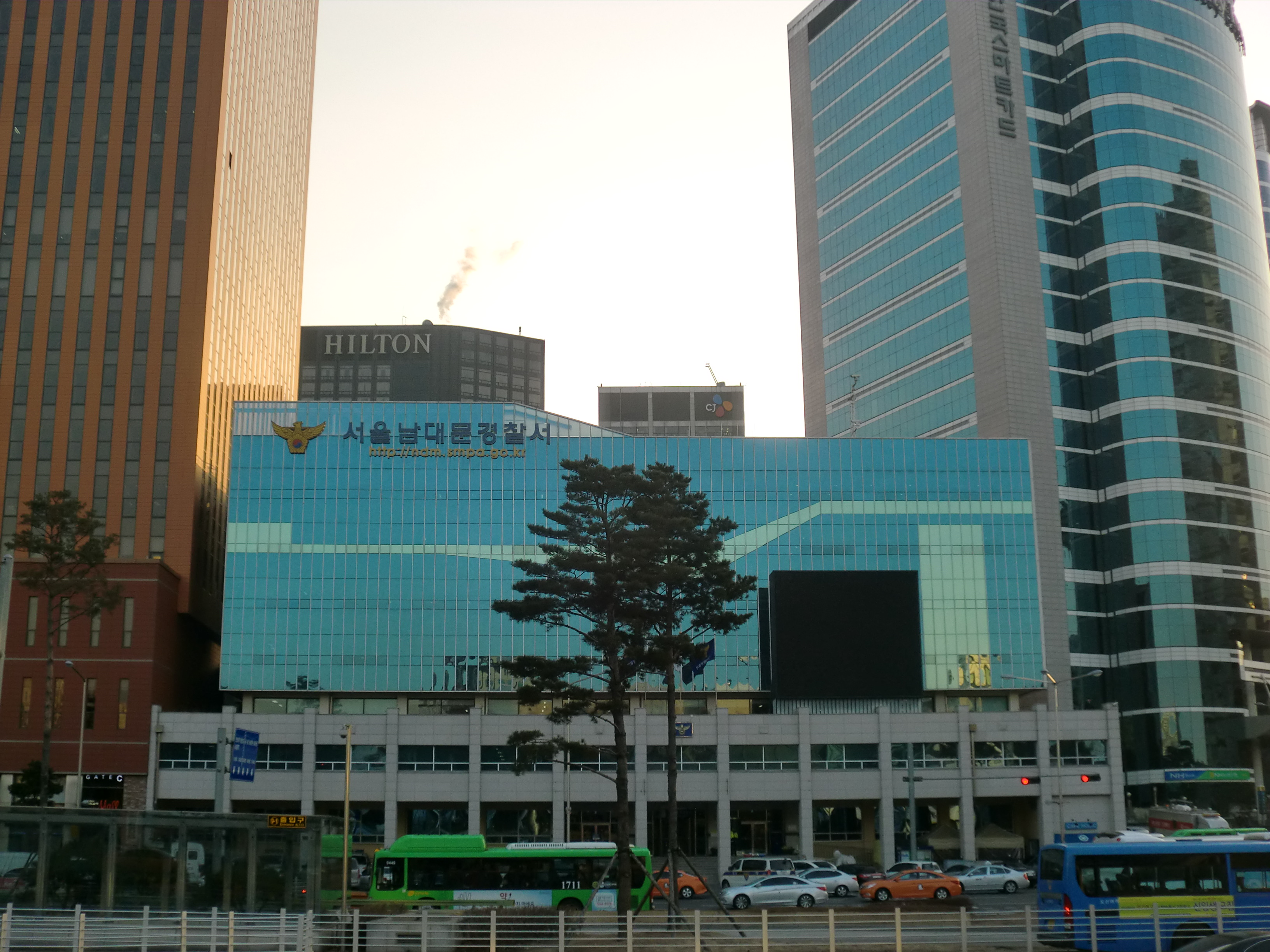

## 같이 보기
- 서울특별시지방경찰청
- 서울중부경찰서